# Gematrija
Gematrija je nadomeščanje števil za črke hebrejske abecede.
Priljubljena metoda eksegeze, ki so jo uporabljali srednjeveški kabalisti, da bi prišli do mističnih vpogledov v svete spise ali pa našli njihove nove interpretacije. Nekateri so uporabo gematrije obsojali kot igranje s števili, drugi pa so jo obravnavali kot uporabno orodje, še posebno, kadar zahtevna besedila sicer niso ustrezali zadovoljivi analizi. V Genezi 28:12, na primer, je Jakob v sanjah videl lestev (hebrejsko »sullam«) iz zemlje v nebesa. Ker je numerična vrednost besede sullam 130 (60+30+40) – enaka numerična vrednost je za besedo Sinaj (60+10+50+10) – so eksegeti prišli do zaključka, da je Zakon, ki je bil razodet Mojzesu na gori Sinaj, človekova misel na odhod v nebesa. Od 22 črk hebrejske abecede jih ima prvih deset vrednosti od ena do deset, naslednjih osem od 20 do 90 v intervalih po 10, medtem ko so zadnje štiri črke enake številom 100, 200, 300 in 400. Uporabljene so bile tudi bolj zapletene metode, kot npr. kvadrati števil ali prirejanje števil enakovredno njihovi lastni vrednosti v vsoti z vsemi predhodnimi števili.
Metoda prevajanja črk v številke je uporabna tudi za latinico. Na Slovenskem je gematrične metode interpretacije v desetinah člankov uporabil arhitekt Tine Kurent. Raziskoval je Plečnikovo prevajanje literarnih sporočil Prešerna, Cankarja, Župančiča, Balantiča, Rabelaisa idr. v modularna razmerja in iz modularnih razmerij razbiral skrita sporočila arhitekturnih in likovnih del: Plečnikovega spomenika NOB v Litiji in Mežici, Maleviča, Maneta, Dürerja, Gasparija, Franceta Kralja idr.

## Koda
Osnovna črkovno-številska translacija:
| Decimalno | Hebrejsko | Znak |
| --------- | --------- | ---- |
| 1         | Alef      | א    |
| 2         | Bet       | ב    |
| 3         | Gimel     | ג    |
| 4         | Daled     | ד    |
| 5         | He        | ה    |
| 6         | Vav       | ו    |
| 7         | Zajin     | ז    |
| 8         | Het       | ח    |
| 9         | Tet       | ט    |
| 10        | Jod       | י    |
| 20        | Kaf       | כ, ך |
| 30        | Lamed     | ל    |
| 40        | Mem       | מ, ם |
| 50        | Ne        | נ, ן |
| 60        | Sameh     | ס    |
| 70        | Ajin      | ע    |
| 80        | Pe        | פ, ף |
| 90        | Cade      | צ, ץ |
| 100       | Kof       | ק    |
| 200       | Reš       | ר    |
| 300       | Šin       | ש    |
| 400       | Tav       | ת    |
| 500       | Kaf       | ך    |
| 600       | Mem       | ם    |
| 700       | Nen       | ן    |
| 800       | Pe        | ף    |
| 900       | Cade      | ץ    |